# 切爾尼島
切爾尼島（英語：Chërnyy Island）是南極洲的島嶼，位於威爾克斯地，處於托馬斯島東端以南1公里，屬於海詹普群島的一部分，根據美國海軍拍攝空中照片繪入地圖，現時由南極條約體系管理。